# Keith Langford
Keith Langford (ur. 15 września 1983 w Fort Worth) – amerykański koszykarz, występujący na pozycjach rozgrywającego oraz rzucającego obrońcy, obecnie zawodnik AEK-u Ateny.

## Osiągnięcia
Stan na 5 listopada 2020, na podstawie, o ile nie zaznaczono inaczej.
NCAA
- Wicemistrz NCAA (2003)[3]
- 2-krotny uczestnik rozgrywek NCAA Final Four (2002, 2003)
- Laureat[4]:
  - Clyde Lovellette Most Improved Player Award (2002 – największy postęp)
  - Ted Owens Defensive Player Award (2003 – obrońca roku)
- Zaliczony do:
  - I składu NCAA Final Four (2003 przez AP)[5]
  - II składu All-Big 12 (2004, 2005)
  - składu:
    - All-Big 12 Honorable Mention (2003)
    - Big 12 All-Underrated Team (2003)

Drużynowe
- Mistrz:
  - EuroChallenge (2009)
  - ligi VTB (2011)
  - Ligi Adriatyckiej (2012)
  - Grecji (2019)
  - Izraela (2012)
  - Włoch (2014)
- Wicemistrz:
  - Ligi Mistrzów (2020)
  - VTB (2016)
  - Grecji (2020)
  - NBDL (2006)
  - Rosji (2010, 2011)
- Zdobywca pucharu:
  - Grecji (2019, 2020)
  - Izraela (2012)
  - Ligi Izraelskiej (2012)
- Finalista Pucharu Włoch (2009)
- 4. miejsce w Eurocup (2015)

Indywidualne
- MVP:
  - Ligi Mistrzów FIBA (2020)
  - EuroChallenge Final Four (2009)[4]
  - Final Four Ligi Adriatyckiej (2012)
  - 5. tygodnia rozgrywek Euroligi (2009/10)
  - miesiąca ligi VTB (listopad 2015)[6]
- Laureat Alphonso Ford Trophy (2014, 2017)
- Zaliczony do:
  - I składu:
    - Euroligi (2014)
    - Ligi Mistrzów (2020)
    - rosyjskiej ligi PBL (2011)

  - II składu Eurocup (2015)
  - Galerii Sław VTB (2019)[7]
- Lider strzelców:
  - Euroligi (2014, 2017)
  - Eurocup (2016)
  - VTB (2016)
- Uczestnik:
  - meczu gwiazd:
    - NBDL (2008)
    - ligi:
      - rosyjskiej (2011)
      - włoskiej (2013)
      - VTB (2017)[8]

  - konkursu rzutów za 3 punkty D-League (2008)

Reprezentacja
- Brązowy medalista igrzysk panamerykańskich (2015)